# Villarén de Valdivia
Villarén de Valdivia ist ein spanischer Ort in der Provinz Palencia der Autonomen Gemeinschaft Kastilien und León. Der Ort gehört zu Pomar de Valdivia, er liegt zwei Kilometer westlich vom Hauptort der Gemeinde. Villarén de Valdivia ist über die Straße N-627 zu erreichen.

## Sehenswürdigkeiten
- Kirche Santa María, erbaut im 16./17. Jahrhundert
- Felsenkirche San Martín